# Eimeria raiarum
Eimeria raiarum is een soort in de taxonomische indeling van de Myzozoa, een stam van microscopische parasitaire dieren. Het organisme komt uit het geslacht Eimeria en behoort tot de familie Eimeriidae. Eimeria raiarum werd in 1937 ontdekt door Van den Berghe.